# Зелене (Броварський район)
Зеле́не — село в Україні, у Броварському районі Київської області. Населення становить 2 особи.
1912 на місці села - хутори Васька, Олександрівський, Авілова.
На мапі 1941 - хутора Ново-Оржицькі (Зелена) - 55 господарств.
| Україна | Це незавершена стаття з географії України. Ви можете допомогти проєкту, виправивши або дописавши її. |